# Seher Aydar

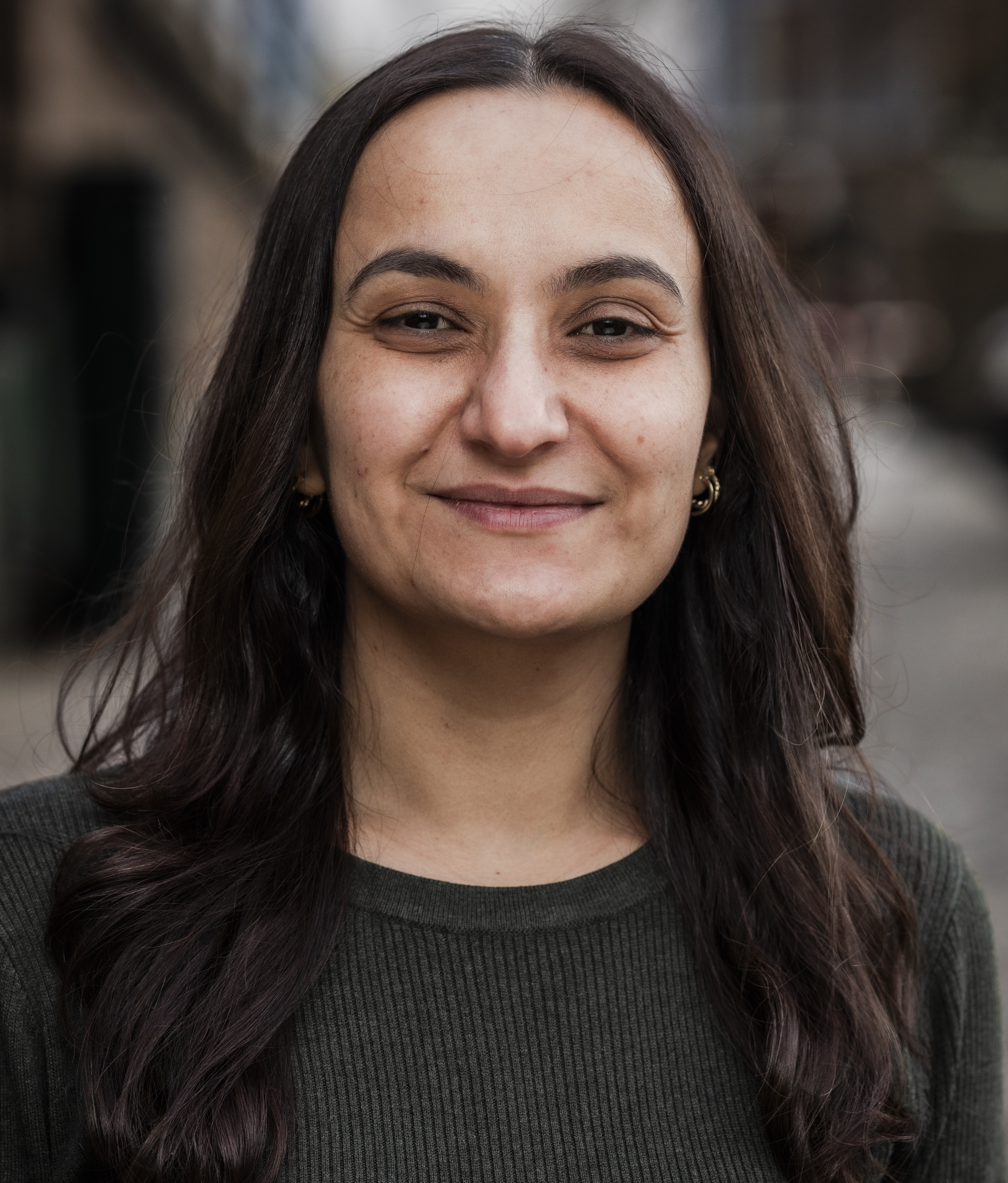
Seher Aydar, 2021

Seher Aydar (* 10. September 1989) ist eine norwegische Politikerin der linken Partei Rødt. Von 2012 bis 2014 stand sie der Jugendorganisation Rød Ungdom vor. Seit 2021 ist sie Abgeordnete im Storting.

## Leben
Aydar kam in der Türkei zur Welt und ist kurdischer Abstammung. Sie kam im Alter von elf Jahren nach Fredrikstad in Norwegen. In den Jahren 2010 bis 2012 war sie die Generalsekretärin der Jugendorganisation Rød Ungdom und anschließend bis 2014 deren Vorsitzende. Von 2017 bis 2021 arbeitete sie als politische Beraterin für ihre Partei im norwegischen Nationalparlament Storting. Bei der Parlamentswahl 2017 verpasste Aydar selbst den Einzug ins Storting, sie wurde stattdessen sogenannte Vararepresentantin. Als solche kam sie erstmals im Januar 2018 als Ersatz für Bjørnar Moxnes zum Einsatz.
Aydar zog bei der Wahl 2021 erstmals direkt in das Storting ein. Dort vertritt sie den Wahlkreis Oslo und wurde Mitglied im Gesundheits- und Fürsorgeausschuss.

## Positionen
Im Jahr 2015 reiste sie nach Armenien und forderte, dass Norwegen den Völkermord an den Armeniern als Genozid anerkennen sollte.